# Okey (Spiel)
Okey ist in der Türkei ein Spiel aus der Rommé-Familie. Die Abstammungsfolge zu Rommé oder Rummikub ist nicht geklärt.  Die Spielsteine für Okey und Rummikub sind nahezu identisch und gegeneinander austauschbar.

## Aufbau und Ziel

### Spielzubehör und Spieler
Es wird mit einem Satz aus 106 Spielsteinen (türkisch: taş) aus Holz oder Plastik gespielt. Auf den Vorderseiten der Spielsteine sind die Zahlen von 1 bis 13 in vier verschiedenen Farben sichtbar: Rot, Gelb, Blau und Schwarz. Jede Zahl ist in ihrer Farbe doppelt vorhanden. Die Rückseiten aller Spielsteine sind einheitlich und nicht unterscheidbar.
Inklusive der 106 Spielsteine gibt es zwei besondere Spielsteine ohne besondere Farbe und Nummer, stattdessen versehen mit einem Symbol, beispielsweise einem vierblättrigen Kleeblatt oder einem Vollmondgesicht. Diese beiden Spielsteine heißen falsche Joker (türkisch: sahte okey).
Beim Geben wird ein sechsseitiger Würfel verwendet. Die Spieler ordnen ihre Spielsteine auf hölzernen zweietagigen Spielbrettern, so dass jeder Spieler nur seine eigenen Spielsteine sehen kann. Für das gesamte Spiel gilt die Gegenuhrzeigerrichtung.

### Ziel des Spiels
Während des Spiels hält jeder Spieler eine sogenannte Hand (türkisch: el) von 14 Spielsteinen. Ziel ist es, durch Ziehen und Abwerfen von Spielsteinen, als erster eine Gewinnhand zusammenzustellen, welche vollständig aus Gruppen und Serien besteht. Eine Gruppe besteht aus drei oder vier gleichzahligen aber verschiedenfarbigen Spielsteinen, eine Serie aus gleichfarbigen und numerisch aufeinanderfolgenden. An eine 13 darf lediglich eine 1 angelegt werden – mit einer 2 darf nicht fortgefahren werden. Eine Serie bzw. Gruppe kann wie folgt aussehen:
| Serie:  | 9 10 11 12 |
| Gruppe: | 7          |

### Bestimmen des Gebers
Der erste Geber wird per Zufall ausgewählt, z. B. mit dem Würfel, oder durch Ziehen des höchsten Spielsteines. In jeder folgenden Runde ist der dem Geber im Gegenuhrzeigersinn folgende Spieler der neue Geber. Der Spieler rechts vom Geber ist der Ausspieler.
Nachdem die 106 Spielsteine mit der neutralen Seite nach oben auf dem Tisch liegend gut gemischt wurden, werden 21 Stapel zu je fünf Spielsteinen gebildet. Die neutrale Seite bleibt oben. Der eine übriggebliebene Spielstein bleibt noch separat liegen. Die Stapel werden vor den Spielern verteilt platziert, wobei die exakte Anzahl pro Spieler nicht von Bedeutung ist. Der Geber sollte allerdings mindestens sechs Stapel vor sich haben.
Der Geber wirft nun ein erstes Mal den Würfel und bestimmt damit von links gezählt denjenigen der vor ihm aufgebauten Stapel, auf welchen er den separat liegenden Spielstein verdeckt auflegt.  Den gewählten Jokerstapel schiebt er etwas nach links, sodass der von den Stapeln gebildete „Kreis“ an dieser Stelle aufgetrennt wird.
Mit dem zweiten Wurf bestimmt der Geber von unten gezählt denjenigen Spielstein im Jokerstapel, den er aus dem Stapel herauszieht und aufgedeckt mit der Spielseite nach oben auf denselben Stapel auflegt. Falls der gewählte Spielstein ein falscher Joker sein sollte, wird er wieder in den Stapel zurückgelegt und der zweite Würfelwurf wird wiederholt, solange bis ein Zahlenspielstein oben zu liegen kommt.

### Bestimmen der Joker und das Geben
Dieser aufgedeckte Spielstein bestimmt die beiden echten Joker (türkisch: doğru okey) für die aktuelle Spielrunde: Die echten Joker sind die beiden Spielsteine, welche die nächsthöhere  Nummer und die gleiche Farbe wie der  aufgedeckte Spielstein haben. Ist der aufgedeckte Spielstein beispielsweise eine blaue 10, so sind die beiden blauen 11 die echten Joker. Im Falle, dass der aufgedeckte Spielstein eine 13 zeigt, so sind die beiden gleichfarbigen 1 die Joker.
Jeder Spieler erhält nun 14 Spielsteine, der Ausspieler 15. Beginnend beim Ausspieler erhält jeder Spieler im Gegenuhrzeigersinn nacheinander solange Fünferstapel, bis der Ausspieler 15 Spielsteine besitzt. Dabei werden aufeinanderfolgend die Stapel rechts vom Jokerstapel ausgegeben. Die nächsten zwei Stapel werden nun auf den jeweils folgenden zu einem 15er-Stapel aufgetürmt, von welchem die übrigen Spieler jeweils ihre restlichen vier Spielsteine erhalten. Der restliche Stapel heißt Turm (türkisch: kule). Der oberste verdeckte Spielstein im Turm ist der Boden (türkisch: yer).
Jeder Spieler ordnet nun seine Spielsteine nur für ihn sichtbar auf seinem Spielbrett. Eine Motivation für den veränderlichen Joker kann sein, dass Joker nicht gezinkt werden können und versehentlich abgeworfene Joker den Spielspaß steigern.

## Ablauf
Der Ausspieler beginnt die Runde, indem er dem Spieler zu seiner Rechten einen Spielstein auf dem Tisch aufgedeckt abwirft. Von nun an nimmt jeder Spieler, der im Gegenuhrzeigersinn an der Reihe ist, entweder den zuvor von seinem Vorgänger abgeworfenen Spielstein, oder den Boden. Die geht reihum so weiter, bis ein Spieler den anderen seine Gewinnhand bestehend nur aus Gruppen oder Serien mit insgesamt 14 Spielsteinen präsentiert, womit die aktuelle Spielrunde beendet ist. Dies wird angezeigt, indem der 15. übrige Spielstein, welcher dafür abgeworfen werden muss, quer auf den Boden gelegt wird.
Die Rolle des Bodens wandert dabei von Spielstein zu Spielstein von oben nach unten auf den nächsten Stapel im Gegenuhrzeigersinn langsam auf den Jokerstapel zu. Im Falle, dass der Jokerstapel als letzter Stapel an die Reihe kommt, wird der aufgedeckte Spielstein daneben gelegt und mit dem restlichen Fünferstapel fortgefahren. Ist auch dieser aufgebraucht, endet die Spielrunde unentschieden ohne Punktwertung in der Abrechnung. Der aufgedeckte Spielstein kann niemals gezogen werden.
Abgeworfene Spielsteine werden aufeinander gestapelt, sodass nur der zuletzt abgeworfene Spielstein sichtbar ist.
Beim Bilden von Gruppen und Serien, dürfen die beiden echten Joker anstelle jedes beliebigen anderen Spielsteines stehen. Die beiden falschen Joker repräsentieren die Spielsteine, die durch die echten Joker weggefallen sind. Liegt beispielsweise eine rote 4 auf dem Jokerstapel, so sind die beiden roten 5 die echten Joker, und die falschen Joker repräsentieren jeweils eine rote 5.
Als Ausnahme gibt es eine Gewinnerhand bestehend aus sieben Paaren gleichfarbiger, gleichzahliger Spielsteine. Auch hierbei sind echte und falsche Joker erlaubt. Diese Gewinnerhand verdoppelt die Werte in der Abrechnung.
Außer dem aufgedeckten Spielstein auf dem Jokerstapel und den abgeworfenen Spielsteinen werden den gegnerischen Spielern bis zum Ende der Spielrunde keine Spielsteine gezeigt. Gruppen und Serien werden nicht auf dem Tisch abgelegt.
Gelingt es einem Spieler bei der Präsentation seiner Gewinnhand einen echten Joker abzuwerfen, so verdoppeln sich die Werte in der Abrechnung.

## Abrechnung
Es gibt verschiedene Varianten der Abrechnung. Die folgenden Varianten können mit Punkten oder Geldstücken gespielt werden.

### Variante 1
Zu Beginn hat jeder Spieler gleich viele Punkte, beispielsweise 10. Gewinnt ein Spieler eine Spielrunde, so geben ihm die anderen Spieler jeweils einen Punkt: Bei vier Spielern bekommt der Spielrundengewinner drei Punkte gutgeschrieben und die Verlierer jeweils einen Punkt abgezogen. In den oben genannten Gewinnfällen verdoppeln sich diese Werte. Spielende ist, wenn ein Spieler keinen Punkt mehr hat.

### Variante 2
Zu Beginn hat jeder Spieler gleich viele Punkte (meistens 20 oder 30). Gewinnt ein Spieler eine Spielrunde, so werden allen anderen Spielern 2, 4 oder 8 Punkte abgezogen. Man erkennt wie viele Punkte abgezogen werden, indem man den Joker (Okey) sieht. Wenn es eine schwarze oder rote Farbe hat, so ist der Stein „süß“ (türkisch: ballı) und den Spielern werden 2 Punkte bei „Anzeigern“ (türkisch: gösterme) (wenn man den Joker zieht bzw. bestimmt und man am Anfang des Spiels denselben Stein hat), 4 Punkte beim normalen gewinnen und 8 Punkte, wenn man mit Joker-Paaren (türkisch: çift) aufmacht, abgezogen. Bei den anderen Farben sind die Steine „unsüß“ (türkisch: balsız) und die Hälfte der Werte werden abgezogen.